# Cardioceratidae
Cardioceratidae es una familia de amonites extintma que pertenece a la superfamilia Stephanoceratoidea. Estos carnívoros nectónicos de rápido movimiento vivieron durante los períodos Jurásico medio-Tardío.